# Flavius Theodosius
Flavius Theodosius († Anfang 376 in Karthago) war ein römischer Heermeister (magister militum) und der Vater des späteren Kaisers Theodosius I.

## Leben
Flavius Theodosius stammte aus Cauca, einer kleinen Stadt in der spanischen Provinz Gallaecia. Sein Vater hieß Honorius, wie auch sein zweiter Sohn und einer seiner Enkel, der spätere Kaiser Westroms Flavius Honorius. Er war verheiratet mit einer gewissen Thermantia. Theodosius war Christ, wie wohl auch schon sein Vater, Mitglied der lokalen Oberschicht und besaß einige größere Latifundien.
Flavius Theodosius erwies sich als ein erfahrener und überaus erfolgreicher Militär. 368 setzte er im Auftrag Kaiser Valentinians I. mit einer kleinen Armee nach Britannien über, wo er den Usurpator Valentinus niederwarf, den Hadrianswall wieder bemannte und sicherte und die in der Provinz marodierenden Banden der Pikten und Sachsen vertrieb. So stellte er rasch die Ordnung auf der Insel wieder her. Auch sein Sohn Theodosius, der spätere Kaiser, begleitete ihn auf diesem Feldzug. Die Erfolge des Vaters ebneten den Weg für seine weitere Karriere in der römischen Armee. Wohl seit 369 hatte Flavius Theodosius als Magister equitum praesentalis einen der wichtigsten militärischen Posten des Reiches inne. In dieser Funktion bekämpfte er die Franken und seit 372 auch die Alamannen an der Rheingrenze.
Kaiser Valentinian beorderte ihn schließlich 373 nach Africa, um dort den Aufstand des Firmus niederzuschlagen, was ihm bald auch gelang. Dabei ging er auch konsequent gegen die Machenschaften des korrupten Statthalters Romanus und gegen die Disziplinlosigkeit der Soldaten vor. Damit machte er sich jedoch viele Feinde.
Seine Gegner sorgten schließlich für seinen Sturz und die anschließende Hinrichtung, die Anfang 376 in Karthago stattgefunden haben soll. Die näheren Umstände seines Todes bleiben jedoch im Dunkeln. Möglicherweise wollte man damit sicherstellen, dass der erfolgreiche Feldherr nach dem Tode Valentinians nicht die Herrschaft über das Reich an sich riss.
Sein Sohn Theodosius zog sich nach der Hinrichtung des Vaters auf seine spanischen Güter zurück. Nachdem er 379 zum Kaiser des Ostens ernannt worden war, sorgte er für die Rehabilitierung seines Vaters.